# Линьи
Линьи (кит. упр. 临沂, пиньинь Línyí) — городской округ на востоке Китая, в провинции Шаньдун. Название означает «перед рекой Ихэ».

## История
Несмотря на то, что эти земли имеют древнюю историю, до XVIII века они никогда не составляли единого административно-территориального образования. 
В центре этой территории ещё когда царство Цинь впервые в истории объединило Китай в единую империю, был образован уезд Циян (启阳县). Когда во время империи Хань на престол взошёл император Цзин-ди, у которого личным именем было Лю Ци, то из-за практики табу на имена уезд был переименован в Кайян (开阳县). В 106 году до н. э. на территории нынешнего района Ланьшань был образован уезд Линьи (临沂县), который вместе с уездом Кайян был подчинён округу Дунхай (东海郡) области Сюйчжоу (徐州). При империи Восточная Хань в 41 году был создан удел Ланъе (琅琊国), столица которого в 80 году была перемещена из Цзюй в Кайян. При империи Северная Вэй удельное владение Ланъе было преобразовано в округ Ланъе (琅琊郡), который в 529 году был подчинён области Бэйсюйчжоу (北徐州). При империи Северная Чжоу в 578 году область Бэйсюйчжоу была переименована в Ичжоу (沂州) — по реке Ихэ, омывавшей восточную часть областного центра. При империи Лю Сун уезды Кайян и Линьи были присоединены к уезду Цзицю (即邱县). При империи Суй в 596 году уезды Кайян и Линьи были восстановлены, а в 605 году уже уезды Кайян и Цзицю были присоединены к уезду Линьи.
При империи Тан в 621 году из уезда Линьи были выделены уезды Ланьшань (兰山县, у подножия горы Ланьшань, что на территории современного уезда Таньчэн) и Чанлэ (昌乐县). В 623 году они были расформированы, а их территория была вновь присоединена к уезду Линьи.
При империи Мин в 1368 году уезд Линьи был расформирован, а его территория перешла под непосредственное управление властей области Ичжоу (в подчинении которой не осталось ни одного уезда).
При империи Цин в 1734 году область Ичжоу была поднята в статусе, став Ичжоуской управой (沂州府), которой подчинялось 6 уездов (Ланьшань (образованный на территории, ранее напрямую подчинённой областным властями), Таньчэн, Фэйсянь, Ишуй, Мэнъинь и Жичжао) и 1 область (Цзюйчжоу). После Синьхайской революции в Китае была проведена реформа структуры административно-территориального деления, и в 1913 году области и управы были упразднены, остались только уезды (уезд Ланьшань был при этом переименован в Линьи).
В годы войны с Японией эти места стали зоной активной партизанской деятельности китайских коммунистов, которые создали собственные органы власти. Зоны ответственности этих органов определялись нуждами оперативной обстановки и не совпадали с довоенными административными границами. После войны ряд этих структур были трансформированы в уезды.
В августе 1945 года в уезде Цзюйнань коммунистами было основано собственное правительство провинции Шаньдун.
В 1950 году в составе провинции Шаньдун были образованы Специальный район Ишуй (沂水专区), состоящий из 9 уездов, и Специальный район Линьи (临沂专区), также состоящий из 9 уездов. В январе 1953 года четыре уезда из состава Специального района Линьи были переданы в состав провинции Цзянсу. В июле 1953 года был расформирован Специальный район Ишуй, уезд Жичжао был передан в состав Специального района Цзяочжоу (胶州专区), а остальные — в состав Специального района Линьи; одновременно в состав Специального района Линьи был передан уезд Пинъи из состава Специального района Тэнсянь (滕县专区). В марте 1956 года был расформирован Специальный район Цзяочжоу, и уезд Жичжао был передан в состав Специального района Линьи.
В 1967 году Специальный район Линьи был переименован в Округ Линьи (临沂地区).
В июне 1989 года из Округа Линьи был выделен городской округ Жичжао.
В декабре 1989 года уезд Июань был передан в состав городского округа Цзыбо. В январе 1992 года уезд Цзюйсянь был передан в состав городского округа Жичжао.
Указом Госсовета КНР от 17 декабря 1994 года были расформированы Округ Линьи и городской уезд Линьи, а вместо них был образован городской округ Линьи; территория бывшего городского уезда Линьи была разделена на три района, подчинённые городскому округу Линьи.
Линьи был включён в рейтинг «10 самых лучших для коммерции городов Китая — 2010».
В 2014 году уезд Цаншань был переименован в Ланьлин.

## Административно-территориальное деление
Городской округ Линьи делится на 3 района, 9 уездов:
| Карта | #     | Статус   | Название | Иероглифы     | Пиньинь   | Население (2010 прим.) | Площадь (км²) | Плотность населения (/км²) |
| ----- | ----- | -------- | -------- | ------------- | --------- | ---------------------- | ------------- | -------------------------- |
| 1     | Район | Ланьшань | 兰山区   | Lánshān qū    | 1 274 000 | 886                    |               |                            |
| 2     | Район | Лочжуан  | 罗庄区   | Luózhuāng qū  | 660 000   | 564                    |               |                            |
| 3     | Район | Хэдун    | 河东区   | Hédōng qū     | 660 000   | 833                    |               |                            |
| 4     | Уезд  | Инань    | 沂南县   | Yínán xiàn    | 950 000   | 1705                   |               |                            |
| 5     | Уезд  | Таньчэн  | 郯城县   | Tánchéng xiàn | 1 040 000 | 1189                   |               |                            |
| 6     | Уезд  | Ишуй     | 沂水县   | Yíshuǐ xiàn   | 1 130 000 | 2434                   |               |                            |
| 7     | Уезд  | Ланьлин  | 兰陵县   | Lánlíng xiàn  | 1 310 000 | 1725                   |               |                            |
| 8     | Уезд  | Фэйсянь  | 费县     | Fèi xiàn      | 980 000   | 1668                   |               |                            |
| 9     | Уезд  | Пинъи    | 平邑县   | Píngyì xiàn   | 1 010 000 | 1824                   |               |                            |
| 10    | Уезд  | Цзюйнань | 莒南县   | Jǔnán xiàn    | 1 010 000 | 1752                   |               |                            |
| 11    | Уезд  | Мэнъинь  | 蒙阴县   | Méngyīn xiàn  | 550 000   | 1601                   |               |                            |
| 12    | Уезд  | Линьшу   | 临沭县   | Línshù xiàn   | 660 000   | 1038                   |               |                            |

## Экономика
В Линьи базируются угольная компания Linyi Mining Group, машиностроительная компания Shandong Lingong Construction Machinery (подразделение Volvo Construction Equipment) — крупный производитель строительной и горнодобывающей техники, а также дизельных двигателей и газовых турбин; завод компании Deutz-Fahr (производство тракторов и другой сельхозтехники), завод стекловолокна Shandong Fiberglass Group, завод керамической посуды Xingye Ceramics.
Также округ экспортирует сушёные листья гинкго, сушёную горькую тыкву, эклипту, османтус и другие средства традиционной китайской медицины.